# (38083) Rhadamanthus
(38083) Rhadamanthus (conocido anteriormente por su nombre provisional, (38083) 1999 HX11) es un objeto transneptuniano, más concretamente, un plutino. Fue descubierto en 1999 por el Deep Ecliptic Survey.
Recibió su nombre de Radamanto, un semidiós griego.